# 玉置猛夫
玉置 猛夫（たまき たけお、1914年（大正3年）7月1日 – 2010年（平成22年）4月21日）は、昭和期の実業家、政治家。参議院議員（1期）。

## 経歴
香川県小豆郡草壁村（草壁町、内海町草壁本町を経て現小豆島町）で生まれる。1941年（昭和16年）神戸商業大学（現神戸大学）を卒業した。
1941年、日本銀行に入行。外国為替局、考査局、為替管理局などで勤務し、1960年（昭和35年）に退行した。
1960年11月の第29回衆議院議員総選挙に香川県第1区から無所属で出馬して落選し、以後1967年（昭和42年）1月の第31回総選挙まで2回連続で立候補したがいずれも落選。1968年（昭和43年）7月の第8回参議院議員通常選挙に全国区から自由民主党公認で出馬して当選し、参議院議員に1期在任した。この間、自民党国民運動副本部長、参議院地方行政委員長などを務めた。
その後、1974年（昭和49年）7月の第10回通常選挙に全国区から立候補したが落選した。
選挙広告に掲げた公約は、「ありがとうのあふれる社会を」、「対決より国民有線の政治を」、「自由体制の堅持」の3つ。推薦者には大平正芳、藤本一郎（川崎製鉄社長）、四本潔（川崎重工業社長）、小畑謙三（積水化学工業社長）が名を連ねていた。
以後、生長の家政治連合副幹事長、新財政経済研究会理事長、東洋基礎工業取締役、大崎建運取締役、山中保険事務所取締役、離島振興対策審議会委員などを務めた。
1984年（昭和59年）秋の叙勲で勲三等旭日中綬章受章。
2010年（平成22年）4月21日、老衰のため死去、95歳。死没日をもって正五位に叙される。

## 親族
- 兄 玉置実（衆議院議員）[1]